# Livovská Huta
Livovská Huta est un village de Slovaquie situé dans la région de Prešov.

## Histoire
La première mention écrite du village date 1773. Le suffixe huta se réfère à un verrerie, située à cet endroit, où fut produit pour la première fois en Hongrie (cf Royaume de Hongrie) du cristal taillé. Les fours de la verrerie étaient alimentés par les bois de Livóhuta (Livovská en slovaque).

## Démographie

### Évolution de la population
| Année:               | 1994. | 2004.   | 2014.    | 2024.    |
| -------------------- | ----- | ------- | -------- | -------- |
| Nombre de personnes: | 59    | 54      | 45       | 37       |
| Différence:          |       | -8,47 % | -16,66 % | -17,77 % |

| Année:               | 2023. | 2024.   |
| -------------------- | ----- | ------- |
| Nombre de personnes: | 38    | 37      |
| Différence:          |       | -2,63 % |